# Kriegssammler-Zeitung
Die Kriegssammler-Zeitung war eine österreichische Monatszeitschrift, die von 1916 bis 1918 in Wien und Kritzendorf erschienen. Sie führte den Nebentitel Neuheiten- und Tauschanzeiger für Kriegssammler, Museen und Bibliotheken und kam im Vorwärts-Verlag heraus.